# Andrea Vötter
Andrea Vötter (Bresanona, 3 de abril de 1995) es una deportista italiana que compite en luge en las modalidades individual y doble.
Ganó tres medallas en el Campeonato Mundial de Luge, en los años 2023 y 2024, y siete medallas en el Campeonato Europeo de Luge entre los años 2019 y 2025.
Participó en tres Juegos Olímpicos de Invierno, entre los años 2014 y 2022, ocupando el quinto lugar en Pyeongchang 2018 y el quinto en Pekín 2022, en la prueba por equipos.

## Palmarés internacional
| Campeonato Mundial | Campeonato Mundial    | Campeonato Mundial | Campeonato Mundial |
| Año                | Lugar                 | Medalla            | Prueba             |
| ------------------ | --------------------- | ------------------ | ------------------ |
| 2023               | Oberhof (Alemania)    | Medalla de bronce  | Doble              |
| 2023               | Oberhof (Alemania)    | Medalla de bronce  | Doble (velocidad)  |
| 2024               | Altenberg (Alemania)  | Medalla de oro     | Doble (velocidad)  |
| Campeonato Europeo |                       |                    |                    |
| Año                | Lugar                 | Medalla            | Prueba             |
| 2019               | Oberhof (Alemania)    | Medalla de oro     | Equipo             |
| 2020               | Lillehammer (Noruega) | Medalla de plata   | Equipo             |
| 2023               | Sigulda (Letonia)     | Medalla de oro     | Doble              |
| 2024               | Igls (Austria)        | Medalla de plata   | Doble              |
| 2024               | Igls (Austria)        | Medalla de bronce  | Equipo             |
| 2025               | Winterberg (Alemania) | Medalla de bronce  | Doble              |
| 2025               | Winterberg (Alemania) | Medalla de bronce  | Equipo             |